# Transportgruppen
Transportgruppen A/S var et dansk ejet transport- og logistikforetagende, med hovedkontor i Brøndby.
Virksomheden var et samarbejde mellem 20 små og mellemstore vognmænd, som dannede sammenslutningen, med henblik på omekspedition, lagerhotelvirksomhed og salgsfunktion. 
Transportgruppen A/S blev oprettet i 1966 under navnet J.P Gods. I 1985 ændredes navnet til Transportgruppen og på samme tidspunkt, blev firmaets nuværende logo introduceret. 
I 1990 blev virksomheden solgt til det engelske LEP Group, for i 1995 at blive købt tilbage af en række af de tilknyttede vognmænd.
Pr. 1 januar 2007 overtog Post Danmark 51% af aktiekapitalen i Transportgruppen A/S. Herefter kørte et tæt samarbejde mellem Transportgruppen og Post Danmark indtil 30. august 2011 hvor Post Danmark overtog de sidste 49% af aktierne. Transportgruppen fortsatte dog som et selvstændigt datterselskab indtil 2013, hvor virksomheden som led i en større omstrukturering endelig skiftede navn til PostNord Logistics.  

## Korte fakta
- 18 tilknyttede vognmænd (pr. 01-11-2010)
- ca. 800 medarbejdere (med tilknyttede vognmænd)
- ca. 600 rullende enheder
- Fragtcentre til omekspedition i Brøndby og Taulov
- 16 regionale fragtterminaler
- 50.000 kvm. lagerhotel i Glostrup

## Systemet
De 18 tilknyttede vognmænd, var alle selvstændige virksomheder med egne kunder. Derudover fungerede de som Transportgruppens repræsentant i et nærmere tildelt postnummer-distrikt (Typisk 2 eller flere postnumre i deres eget lokalområde). 
Den enkelte vognmand måtte dermed gerne køre i kollegaernes områder. 
Transportgruppen var blot en mulighed for at omekspedere det gods, man af forskellige årsager ikke selv ønskede at levere.
Hver aften samledes et væld af biler på Transportgruppens terminaler i Taulov og Brøndby. Her omlæssedes det gods de respektive vognmænd ikke selv ønskede at levere – og modtog gods til deres eget distrikt. Dette gods blev leveret dagen efter på de lokale fragtbiler.